# Panxianichthys imparilis
Panxianichthys imparilis è un pesce osseo estinto, appartenente agli alecomorfi. Visse nel Triassico medio (Anisico, circa 244 milioni di anni fa) e i suoi resti fossili sono stati ritrovati in Cina.

## Descrizione
Questo pesce era di medie dimensioni, ed era lungo una ventina di centimetri. Il corpo era allungato e fusiforme, con una pinna caudale moderatamente biforcuta e un muso arrotondato. Si distingueva da altri alecomorfi arcaici per una combinazione di caratteristiche, tra cui la presenza di due sopraorbitali, cinque infraorbitali e tre suborbitali, un processo sopramascellare triangolare e un margine posteriore della mascella leggermente inciso. Erano presenti tre postcleitri, e il quadratogiugale era piatto.

## Classificazione
Panxianichthys imparilis venne descritto per la prima volta nel 2015, sulla base di fossili ritrovati in terreni risalenti all'Anisico nella contea di Panxian (provincia di Guizhou, Cina meridionale). Inizialmente questo pesce venne ascritto agli ionoscopiformi, un gruppo di pesci alecomorfi imparentati alla lontana con gli amiiformi e diffusi nel Mesozoico; successivi studi, tuttavia, hanno riscontrato importanti differenze rispetto agli ionoscopiformi e agli amiiformi, come la presenza di un quadratogiugale, un'articolazione del simplectico molto più ventrale rispetto a quella dell'osso quadrato e un dermosfenotico inserito a lato del tetto cranico, con una flangia innerorbitale liscia priva di canale sensorio. Panxianichthys è stato quindi ascritto al nuovo ordine dei Panxianichthyiformes, di cui è il genere tipo; un altro possibile membro di quest'ordine è l'europeo Eoeugnathus.